# Serra de Torrellebreta
La Serra de Torrellebreta és una muntanya de 638 metres que es troba als municipis de Malla, Taradell i Tona, a la comarca d'Osona. Al cim s'hi pot trobar un vèrtex geodèsic (referència 291103001).